# Cerapoda stylata
Cerapoda stylata är en fjärilsart som beskrevs av Smith 1894. Cerapoda stylata ingår i släktet Cerapoda och familjen nattflyn. Inga underarter finns listade i Catalogue of Life.